# Бахмутівська телевежа
Бахмутівська телевежа — телекомунікаційна вежа заввишки 134 м, споруджена у 2017 році в селі Бахмутівка Новоайдарського району Луганської області.

## Характеристика
Висота вежі становить 134 м. Радіус потужності покриття радіосигналом становить 60 км. 8-ми поверхова панельна ДМХ спрямована на південь, та 6-ти дипольна FM антена спрямована на південь-південь-захід
На час запуску передачі вежа забезпечувала мовлення 12-ти загальнонаціональних і місцевих телеканалів, а також 4-х радіостанцій.
Проєкційна потужність вежі забезпечує сигналом міста й села в радіусі 60 км, зокрема й окупований Луганськ.